# Kajak-kenu a 2014. évi nyári ifjúsági olimpiai játékokon
A 2014. évi nyári ifjúsági olimpiai játékokon a kajak-kenu versenyeinek Nankingban a Nanjing Rowing-Canoeing School adott otthont augusztus 23. és 27. között. A fiúknál síkvízi és vadvízi kajak és kenu egyes, a lányoknál síkvízi és vadvízi kajak egyes versenyeket rendeztek. Összesen 6 ifjúsági olimpiai bajnokot avattak ebben a sportágban.

## Lebonyolítás

### Síkvízi sprint
A sprint számokban minden futamban két versenyző szerepelt, akik egymás ellen versenyeztek. A pálya körülbelül 420 méter hosszú volt, amely tartalmazott 2 darab 80 méteres, és 1 darab 160 méter hosszú egyenes szakaszt, valamint két kanyart.
A két versenyző egyszerre rajtolt el a pályának az ellentétes oldalán. A pálya "8"-as alakú, a cél a kiindulás pont ellentétes oldala volt.
Amelyik versenyző előbb ért célba, az nyerte a futamot és továbbjutott a következő fordulóba. Az első forduló vesztesei a vígaszágon újra megpróbálkozhattak a továbbjutással. A versenyek egyenes kieséses rendszerben zajlottak a döntőig, ahol a győztes lett az ifjúsági olimpiai bajnok.

## Naptár
Az időpontok helyi idő szerint (UTC+8) értendők.
| Dátum         | Időpont | Versenyszám |
| ------------- | ------- | --- |
| Augusztus 23. | 09:00   | Lány, C1 sprint, selejtezők Fiú, C1 sprint, selejtezők Lány, K1 sprint, selejtezők Fiú, K1 sprint, selejtezők |
| Augusztus 23. | 15:00   | Lány, C1 sprint, reményfutam Fiú, C1 sprint, reményfutam Lány, K1 sprint, reményfutam Fiú, K1 sprint, reményfutam Lány, C1 sprint, nyolcaddöntők Fiú, C1 sprint, nyolcaddöntők Lány, K1 sprint, nyolcaddöntők Fiú, K1 sprint, nyolcaddöntők Lány, C1 sprint, negyeddöntők Fiú, C1 sprint, negyeddöntők Lány, K1 sprint, negyeddöntők Fiú, K1 sprint, negyeddöntők             |
| Augusztus 24. | 15:00   | Lány, C1 sprint, elődöntők Fiú, C1 sprint, elődöntők Lány, K1 sprint, elődöntők Fiú, K1 sprint, elődöntők Lány, C1 sprint, helyosztók Fiú, C1 sprint, helyosztók Lány, K1 sprint, helyosztók Fiú, K1 sprint, helyosztók |
| Augusztus 26. | 09:00   | Lány, C1 szlalom, selejtezők Fiú, C1 szlalom, selejtezők Lány, K1 szlalom, selejtezők Fiú, K1 szlalom, selejtezők |
| Augusztus 26. | 15:00   | Lány, C1 szlalom, reményfutam Fiú, C1 szlalom, reményfutam Lány, K1 szlalom, reményfutam Fiú, K1 szlalom, reményfutam Lány, C1 szlalom, nyolcaddöntők Fiú, C1 szlalom, nyolcaddöntők Lány, K1 szlalom, nyolcaddöntők Fiú, K1 szlalom, nyolcaddöntők Lány, C1 szlalom, negyeddöntők Fiú, C1 szlalom, negyeddöntők Lány, K1 szlalom, negyeddöntők Fiú, K1 szlalom, negyeddöntők |
| Augusztus 27. | 15:00   | Lány, C1 szlalom, elődöntők Fiú, C1 szlalom, elődöntők Lány, K1 szlalom, elődöntők Fiú, K1 szlalom, elődöntők Lány, C1 szlalom, helyosztók Fiú, C1 szlalom, helyosztók Lány, K1 szlalom, helyosztók Fiú, K1 szlalom, helyosztók |

## Éremtáblázat
(A táblázatokban Magyarország és a rendező ország eltérő háttérszínnel, az egyes számoszlopok legmagasabb értéke vastagítással kiemelve.)
| A 2014. évi nyári ifjúsági olimpiai játékok éremtáblázata kajak-kenuban | A 2014. évi nyári ifjúsági olimpiai játékok éremtáblázata kajak-kenuban | A 2014. évi nyári ifjúsági olimpiai játékok éremtáblázata kajak-kenuban | A 2014. évi nyári ifjúsági olimpiai játékok éremtáblázata kajak-kenuban | A 2014. évi nyári ifjúsági olimpiai játékok éremtáblázata kajak-kenuban | Olimpia  |
| ----------------------------------------------------------------------- | ----------------------------------------------------------------------- | ----------------------------------------------------------------------- | ----------------------------------------------------------------------- | ----------------------------------------------------------------------- | -------- |
|                                                                         | Ország                                                                  | Arany                                                                   | Ezüst                                                                   | Bronz                                                                   | Összesen |
| 1.                                                                      | Fehéroroszország (BLR)                                                  | 2                                                                       | 0                                                                       | 0                                                                       | 2        |
| 1.                                                                      | Franciaország (FRA)                                                     | 2                                                                       | 0                                                                       | 0                                                                       | 2        |
| 3.                                                                      | Oroszország (RUS)                                                       | 1                                                                       | 0                                                                       | 1                                                                       | 2        |
| 4.                                                                      | Ausztria (AUT)                                                          | 1                                                                       | 0                                                                       | 0                                                                       | 1        |
| 4.                                                                      | Moldova (MDA)                                                           | 1                                                                       | 0                                                                       | 0                                                                       | 1        |
| 4.                                                                      | Szlovénia (SLO)                                                         | 1                                                                       | 0                                                                       | 0                                                                       | 1        |
|                                                                         |                                                                         |                                                                         |                                                                         |                                                                         |          |
| 7.                                                                      | Magyarország (HUN)                                                      | 0                                                                       | 2                                                                       | 0                                                                       | 2        |
| 8.                                                                      | Csehország (CZE)                                                        | 0                                                                       | 1                                                                       | 2                                                                       | 3        |
| 9.                                                                      | Kína (CHN)                                                              | 0                                                                       | 1                                                                       | 1                                                                       | 2        |
| 9.                                                                      | Szlovákia (SVK)                                                         | 0                                                                       | 1                                                                       | 1                                                                       | 2        |
| 11.                                                                     | Írország (IRL)                                                          | 0                                                                       | 1                                                                       | 0                                                                       | 1        |
| 11.                                                                     | Litvánia (LTU)                                                          | 0                                                                       | 1                                                                       | 0                                                                       | 1        |
| 11.                                                                     | Ukrajna (UKR)                                                           | 0                                                                       | 1                                                                       | 0                                                                       | 1        |
|                                                                         |                                                                         |                                                                         |                                                                         |                                                                         |          |
| 14.                                                                     | Mexikó (MEX)                                                            | 0                                                                       | 0                                                                       | 1                                                                       | 1        |
| 14.                                                                     | Németország (GER)                                                       | 0                                                                       | 0                                                                       | 1                                                                       | 1        |
| 14.                                                                     | Spanyolország (ESP)                                                     | 0                                                                       | 0                                                                       | 1                                                                       | 1        |
|                                                                         |                                                                         |                                                                         |                                                                         |                                                                         |          |
| Összesen                                                                | Összesen                                                                | 8                                                                       | 8                                                                       | 8                                                                       | 24       |

## Érmesek

### Fiú
| Versenyszám          | Arany                                      | Ezüst                            | Bronz                                   |
| -------------------- | ------------------------------------------ | -------------------------------- | --------------------------------------- |
| Sprint, kenu egyes   | Serghei Tarnovschi · Moldova (MDA)         | Vadim Korobov · Litvánia (LTU)   | Krystof Hajek · Csehország (CZE)        |
| Sprint, kajak egyes  | Stanislau Daineka · Fehéroroszország (BLR) | Mozgi Milán · Magyarország (HUN) | Vladislav Oleynikov · Oroszország (RUS) |
| Szlalom, kenu egyes  | Lucas Roisin · Franciaország (FRA)         | Robert Hendrick · Írország (IRL) | Marko Mirgorodsky · Szlovákia (SVK)     |
| Szlalom, kajak egyes | Anze Urankar · Szlovénia (SLO)             | Jakub Grigar · Szlovákia (SVK)   | Huang Song · Kína (CHN)                 |

### Lány
| Versenyszám          | Arany                                 | Ezüst                              | Bronz                                    |
| -------------------- | ------------------------------------- | ---------------------------------- | ---------------------------------------- |
| Sprint, kenu egyes   | Kamila Bobr · Fehéroroszország (BLR)  | Liudmyla Luzan · Ukrajna (UKR)     | Victoria Morales Cazarez · Mexikó (MEX)  |
| Sprint, kajak egyes  | Inna Nikitina · Oroszország (RUS)     | Homonnai Luca · Magyarország (HUN) | Camila Morison Rey · Spanyolország (ESP) |
| Szlalom, kenu egyes  | Nadine Weratschnig · Ausztria (AUT)   | Martina Satkova · Csehország (CZE) | Birgit Ohmayer · Németország (GER)       |
| Szlalom, kajak egyes | Camille Prigent · Franciaország (FRA) | Yan Jiahua · Kína (CHN)            | Amalie Hilgertova · Csehország (CZE)     |